# Ніделс (Каліфорнія)
Ніделс (англ. Needles) — місто (англ. city) в США, в окрузі Сан-Бернардіно штату Каліфорнія. Населення — 4931 особа (2020).

## Географія
Ніделс розташований за координатами 34°48′58″ пн. ш. 114°36′53″ зх. д. / 34.81611° пн. ш. 114.61472° зх. д. (34.816006, -114.614657).  За даними Бюро перепису населення США в 2010 році місто мало площу 81,00 км², з яких 79,79 км² — суходіл та 1,21 км² — водойми.

### Клімат
| Клімат : Ніделс                                            | Клімат : Ніделс | Клімат : Ніделс | Клімат : Ніделс | Клімат : Ніделс | Клімат : Ніделс | Клімат : Ніделс | Клімат : Ніделс | Клімат : Ніделс | Клімат : Ніделс | Клімат : Ніделс | Клімат : Ніделс | Клімат : Ніделс | Клімат : Ніделс |
| Показник                                                   | Січ.            | Лют.            | Бер.            | Квіт.           | Трав.           | Черв.           | Лип.            | Серп.           | Вер.            | Жовт.           | Лист.           | Груд.           | Рік             |
| Абсолютний максимум, °C                                    | 29,4            | 33,3            | 37,2            | 41,7            | 46,1            | 51,7            | 51,7            | 49,4            | 48,9            | 42,8            | 33,3            | 28,3            | 51,7            |
| Середній максимум, °C                                      | 18,3            | 21,0            | 25,1            | 29,6            | 35,0            | 40,1            | 42,7            | 41,6            | 38,0            | 30,8            | 23,0            | 17,4            | 30,3            |
| Середній мінімум, °C                                       | 6,4             | 8,2             | 10,8            | 14,8            | 20,2            | 25,1            | 29,1            | 28,2            | 23,6            | 16,7            | 10,2            | 5,8             | 16,6            |
| Абсолютний мінімум, °C                                     | −6,1            | −4,4            | −1,1            | 3,9             | 6,7             | 11,7            | 13,9            | 16,7            | 11,1            | 1,1             | −1,1            | −6,7            | −6,7            |
| Норма опадів, мм                                           | 18              | 20              | 14              | 6               | 2               | 1               | 4               | 12              | 11              | 7               | 10              | 13              | 117             |
| ---------------------------------------------------------- | --------------- | --------------- | --------------- | --------------- | --------------- | --------------- | --------------- | --------------- | --------------- | --------------- | --------------- | --------------- | --------------- |
| Джерело: http://www.wrcc.dri.edu/cgi-bin/cliMAIN.pl?ca6118 |                 |                 |                 |                 |                 |                 |                 |                 |                 |                 |                 |                 |                 |

## Демографія
Згідно з переписом 2010 року, у місті мешкали 4844 особи в 1918 домогосподарствах у складі 1202 родин. Густота населення становила 60 осіб/км².  Було 2895 помешкань (36/км²).
Расовий склад населення:
| - 75,7 % — білих - 8,2 % — корінних американців - 2,0 % — чорних або афроамериканців - 0,7 % — азіатів - 0,2 % — вихідців з тихоокеанських островів - 6,7 % — осіб інших рас |

До двох чи більше рас належало 6,5 %. Частка іспаномовних становила 22,4 % від усіх жителів.
За віковим діапазоном населення розподілялося таким чином: 26,5 % — особи молодші 18 років, 57,7 % — особи у віці 18—64 років, 15,8 % — особи у віці 65 років та старші. Медіана віку мешканця становила 39,3 року. На 100 осіб жіночої статі у місті припадало 101,6 чоловіків;  на 100 жінок у віці від 18 років та старших — 95,0 чоловіків також старших 18 років.
Середній дохід на одне домашнє господарство  становив 40 562 долари США (медіана — 30 443), а середній дохід на одну сім'ю — 50 523 долари (медіана — 37 781). Медіана доходів становила 39 482 долари для чоловіків та 30 972 долари для жінок. За межею бідності перебувало 27,7 % осіб, у тому числі 36,1 % дітей у віці до 18 років та 18,5 % осіб у віці 65 років та старших.
Цивільне працевлаштоване населення становило 1717 осіб. Основні галузі зайнятості: мистецтво, розваги та відпочинок — 23,4 %, освіта, охорона здоров'я та соціальна допомога — 19,7 %, роздрібна торгівля — 11,7 %, публічна адміністрація — 10,0 %.